# Sesto al Reghena
Sesto al Reghena é uma comuna italiana da região do Friuli-Venezia Giulia, província de Pordenone, com cerca de 5.675 (31 de dezembro de 2004) habitantes. Estende-se por uma área de 40 km², tendo uma densidade populacional de 141,8 hab/km². Faz fronteira com Chions, Cinto Caomaggiore (VE), Cordovado, Gruaro (VE), Morsano al Tagliamento, San Vito al Tagliamento.
Faz parte da rede das Aldeias mais bonitas de Itália.

## Demografia
| Variação demográfica do município entre 1861 e 2011                               |
|                                                                                   |
| Fonte: Istituto Nazionale di Statistica (ISTAT) - Elaboração gráfica da Wikipedia |